# Січень 2021
Січень 2021 — перший місяць 2021 року, що розпочався у п'ятницю 1 січня та закінчився у неділю 31 січня.

## Події
- 1 січня
  - Офіційно відбувся вихід Великої Британії з Європейського союзу[1].
  - Португалія стала головуючою державою в Раді Європейського Союзу[2].
- 4 січня
  - Міністерство цифрової трансформації України підписало меморандум зі Stellar Development Foundation, в рамках якого буде розробляти національну цифрову валюту[3][4].
- 5 січня
  - Переможцем Молодіжного чемпіонату світу з хокею із шайбою 2021 стала команда США, яка у фіналі обіграла збірну Канади[5].
- 6 січня
  - У зіткненнях прихильників Трампа, які захопили Капітолій і спробували перервати підведення підсумків виборів президента США, і сил охорони Конгресу США загинуло четверо людей, більше пів сотні затримано[6].
  - Ілон Маск став найбагатшим на Землі, обігнавши Джефа Безоса, його статки оцінили в 188,5 млрд дол[7][8]
- 7 січня
  - Конгрес США затвердив перемогу новообраного президента США Джо Байдена та віцепрезидентки Камали Гарріс[9]
  - Курс біткойна зріс до 40 тисяч дол.[10]
- 8 січня
  - Коронавірусна хвороба 2019 в Україні: Кабінет Міністрів України ввів жорсткий карантин на період до 24 січня[11].
- 9 січня
  - В Індонезії розбився пасажирський літак авіакомпанії Sriwijaya Air з 56 пасажирами на борту[12].
  - На газовому магістральному трубопроводі «Уренгой-Помари-Ужгород» біля села Калайдинці на Полтавщині стався вибух[13] Цей трубопровод із Росії через Україну постачав газ до ЄС.
- 10 січня
  - На президентських виборах у Киргизстані[en] переміг лідер опозиції Садир Жапаров[14].
  - На парламентських виборах у Казахстані[en] найбільшу кількість голосів отримала провладна партія «Нур-Отан»[15].
- 11 січня
  - Міністерство фінансів США запровадило санкції проти семи українських політиків, зокрема Олександра Дубінського, Костянтина Кулика і Олександра Онищенка, а також 4 засобів масової інформації («Ера-Медіа», «Only News», «NabuLeaks» та «Скептик») через втручання у президентські вибори Сполучених Штатів та участь в російській мережі зовнішнього впливу.[16]
- 13 січня
  - Дональд Трамп став першим президентом США, якому двічі оголосила імпічмент нижня палата Конгресу США[17]
- 14 січня
  - Європейський суд з прав людини визнав позов України проти Росії щодо окупованого Криму прийнятним (визнавши також, що Росія здійснювала «фактичний контроль» на території Криму з 27 лютого 2014 року) і перейшов до розгляду справи по суті[18]
  - Археологи знайшли в Індонезії найдавніший з відомих наскельних малюнків тварин — зображення свині дикої в натуральну величину, якому приблизно 45 тис. років[19].
- 15 січня
  - У результаті землетрусу на о. Сулавесі[en] магнітудою 6,2 бали загинуло понад 80 людей, ще близько 1000 отримали поранення[20].
- 16 січня
  - В Україні набувала чинності норма Закону про мову, згідно з якою громадян повинні обслуговувати українською мовою[21].
  - Група з 10 непальських альпіністів на чолі з Нірмалом Пурджею вперше в історії здійснила зимове сходження на другу за висотою гору світу K2[22]
- 17 січня
  - Президент Уганди Йовері Мусевені вшосте переміг на виборах[en][23].
  - У Чорному морі біля берегів Туреччини потонув суховантаж «Арвін». На його борту було десять українців та двоє іноземців. Врятувати вдалося 6 осіб.[24].
  - Олексій Навальний був заарештований при поверненні в Російську Федерацію з Німеччини, де він лікувався після отруєння співробітниками російських спецслужб.[25]
  - Група з 10 непальських альпіністів на чолі з Нірмал Пурджа уперше підкорили другу найвищу вершину K2 узимку[26]
- 19 січня
  - Фондом боротьби з корупцією опубліковано фільм-розслідування «Палац для Путіна. Історія найбільшого хабара», який набрав 12 814 296 переглядів за один день[27].
- 20 січня
  - Інавгурація Джо Байдена, який став 46-м і найстаршим за віком президентом США; Камала Гарріс стала віцепрезиденткою США і першою жінкою, першою людиною афроамериканського та азійсько-американського походження на цій посаді.[28]
- 21 січня
  - У Харкові у пансіонаті для літніх людей сталася пожежа, в якій загинуло 15 осіб[29].
- 23 січня
  - Більше ніж у 100 містах Росії пройшли акції протесту опозиції, в яких взяло учать понад 100 тисяч людей. Близько 3,5 тисяч затримано.[30][31]
- 26 січня
  - Пандемія коронавірусної хвороби 2019: кількість хворих у світі досягла 100 мільйонів[32].
- 28 січня
  - Верховна Рада України прийняла закон про Бюро економічної безпеки[33].
- 31 січня
  - У Росії відбулися чергові масові антиурядові протести на підтримку Олексія Навального[34].